# بدر (ایلینوی)
بدر (به انگلیسی: Bader) یک منطقهٔ مسکونی در ایالات متحده آمریکا است که در شهرستان شویلر، ایلینوی واقع شده است. بدر ۱۸۸٫۰۶ متر بالاتر از سطح دریا واقع شده است.